# Villa Solbacken, Kalmar
Villa Solbacken är en villa i stadsdelen Berga i Kalmar. Den räknades på 1920-talet som en av södra Sveriges allra förnämsta privatbostäder.  Dess storlek och exponerade strandläge, strax norr om Ölandsbron, gör den än idag till en av Kalmars mest iögonfallande byggnader. Enligt gällande detaljplan är villan särskilt kulturhistoriskt värdefull.

## Historia
I slutet av 1800-talet hade John Jeansson etablerat sig som en framgångsrik kvarnägare och politiker i Kalmar. År 1896 köpte han en trävilla kallad Villa Solbacken på den avskilt belägna udden Svensknabben. Den låg på platsen för dagens villa och hade uppförts av en släkting år 1889. Villan införskaffades som sommarbostad men flyttades år 1901 och ersattes av ett betydligt större stenhus. År 1915-16 byggdes detta hus om för att bli permanentbostad åt John och Sigrid Jeansson och deras fyra barn.
Kalmar kommun inköpte huset på 1950-talet. På 1980-talet förvärvades byggnaden av ett privat företag för kontorsändamål. Sedan våren 2012 bedrivs konferens- och festverksamhet i Villa Solbacken.   

## Arkitektur
Villa Solbacken är belägen på en udde benämnd Svensknabben. Huset är uppfört på uddens höjdpunkt med vacker utsikt över Kalmarsund. En första version av villan byggdes åren 1901-02 och ritades av Harald Kindberg. Vid en omfattande om- och tillbyggnation åren 1915-16 fick huset sitt nuvarande utseende. Arkitekten denna gång var Carl Bergsten, en av Sveriges mest namnkunniga inom sitt skrå vid denna tid.
Exteriört gav Bergsten huset en övervägande nationalromantisk prägel. Norrsidans höga, slutna fasader för tankarna till vasatidens slottsarkitektur. Ankarjärn och vattenutkastare i form av djurhuvuden bidrar ytterligare till detta intryck, liksom det valmade Kalmartaket med sina glaserade tegelpannor. Men byggnaden innehåller även klassiska stilelement, såsom hörnkedjor och pilastrar. Även en pelarhall vittnar om dessa antika influenser. 
Interiört finner man en stor variation av nystilar. Matsalen med dess massiva kassettak tyder på influenser från barock och renässans. Spegelsalen är företrädesvis gustaviansk med ljusblå väggfält och högsmala spegelpartier, allt inramat av en vit träpanel. Foajén är ett exempel på en klassicerande stil med sina marmorimiterande väggar i stuco- lustro-teknik. På övervåningen dominerar dock det nationalromatiska uttrycket. I dess hall märks framförallt ett kryssvälvt och handmålat tak, med Midgårdsormen i centrum.
Carl Bergsten svarade även för idé- och grundskiss till Villa Solbackens trädgård. Trädgårdens gestaltning skulle fungera som en förlängning av husarkitekturen. Detta märks tydligast i den rumslighet som man eftersträvade, bland annat i form av en pergola och en så kallad sunken garden, en nedsänkt gräsyta som med hjälp av en omgivande taxushäck bildar ett trädgårdsrum på villans södra sida.